# Desa Tentenan Timur
Desa Tentenan Timur är en administrativ by i Indonesien.   Den ligger i provinsen Jawa Timur, i den västra delen av landet, 700 km öster om huvudstaden Jakarta. Desa Tentenan Timur ligger på ön Madura.